# Attatha metaleura
Attatha metaleura är en fjärilsart som beskrevs av George Francis Hampson 1913. Attatha metaleura ingår i släktet Attatha och familjen nattflyn. Inga underarter finns listade i Catalogue of Life.